# Сарикиштии-Боло
Сарикиштии-Боло (тадж. Сарикиштии Боло) — село в районе Рудаки Республики Таджикистан. Входит в состав джамоата (сельской общины) Сарикишти района Рудаки.
Находится недалеко от г. Душанбе, на расстоянии 12 км от райцентра (пгт. Сомониён) и 7 км от центра общины (село Махмадшои-Боло).
Население — 2233 чел. (2017).